# Joachim Weyland
Joachim Weyland (Oberhausen, 1929. szeptember 29. – 2001. június 18.) német nemzetközi labdarúgó-játékvezető.

## Pályafutása

### Nemzeti játékvezetés
A játékvezetői vizsgát 1948-ban tette le. A küldési gyakorlat szerint rendszeres partbírói tevékenységet is végzett. 1963-ban a Bundesliga játékvezetőjének minősítették. Az I. Liga játékvezetőjeként 1976-ban vonult vissza. Első ligás mérkőzéseinek száma: 104.
| Időpont              | Helyszín                  | Mérkőzés típusa             | Mérkőzés                         | Eredmény |
| -------------------- | ------------------------- | --------------------------- | -------------------------------- | -------- |
| 1963. szeptember 14. | Városi Stadion, Frankfurt | első Bundesliga találkozója | Eintracht Frankfurt–Hamburger SV | 3 : 0    |

#### Nemzeti kupamérkőzések
Vezetett kupadöntők száma: 1.

##### Német labdarúgókupa
A DFB JB szakmai felkészültségének elismeréseként megbízta a döntő találkozó koordinálásával.
| Időpont             | Helyszín                  | Mérkőzés típusa | Mérkőzés                         | Eredmény | Nézők száma |
| ------------------- | ------------------------- | --------------- | -------------------------------- | -------- | ----------- |
| 1974. augusztus 17. | Rhein Stadion, Düsseldorf | döntő           | Eintracht Frankfurt–Hamburger SV | 2 : 1    | 52 800      |

### Nemzetközi játékvezetés
A Német labdarúgó-szövetség (DFB) Játékvezető Bizottsága (JB) terjesztette fel nemzetközi játékvezetőnek, a Nemzetközi Labdarúgó-szövetség (FIFA) 1966-tól tartotta nyilván bírói keretében. A FIFA JB központi nyelvei közül a németet beszéli. Nemzetközileg kitűnően foglalkoztatott, elismert tudású sportember. Számtalan nemzetek közötti válogatott és klubmérkőzést vezetett. Több nemzetek közötti válogatott és klubmérkőzést vezetett, vagy működő társának partbíróként segített. Amerikában több mérkőzést vezetett, előadásokat tartott, elősegítve a helyi játékvezetők szakmai színvonalának emelését. A német nemzetközi játékvezetők rangsorában, a világbajnokság-Európa-bajnokság sorrendjében többedmagával a 23. helyet foglalja el 3 találkozó szolgálatával. Az aktív nemzetközi játékvezetéstől 1976-ban vonult vissza. Válogatott mérkőzéseinek száma: 10.

#### Labdarúgó-világbajnokság
A világbajnoki döntőhöz vezető úton Nyugat-Németországba a X., az 1974-es labdarúgó-világbajnokság ra a FIFA JB játékvezetőként alkalmazta. A FIFA JB elvárása szerint, ha nem vezetett, akkor partbíróként tevékenykedett. Egy csoportmérkőzésen 2. számú besorolást kapott. Világbajnokságon vezetett mérkőzéseinek száma: 1 + 1 (partbíró).

##### 1974-es labdarúgó-világbajnokság

###### Világbajnoki mérkőzés
| Időpont          | Helyszín                  | Mérkőzés típusa              | Mérkőzés                  | Eredmény | Nézők száma |
| ---------------- | ------------------------- | ---------------------------- | ------------------------- | -------- | ----------- |
| 1974. június 23. | Neckar Stadion, Stuttgart | csoportmérkőzés (4. csoport) | Lengyelország–Olaszország | 2 : 1    | 70 000      |

#### Labdarúgó-Európa-bajnokság
Az európai-labdarúgó torna döntőjéhez vezető úton Jugoszláviába az V., az 1976-os labdarúgó-Európa-bajnokságra az UEFA JB játékvezetőként foglalkoztatta.

##### 1976-os labdarúgó-Európa-bajnokság
| Időpont             | Helyszín                       | Mérkőzés típusa           | Mérkőzés                  | Eredmény | Nézők száma |
| ------------------- | ------------------------------ | ------------------------- | ------------------------- | -------- | ----------- |
| 1975. szeptember 3. | Windsor Park Stadion, Belfas   | előselejtező (3. csoport) | Észak-Írország–Svédország | 1 : 2    | 14 622      |
| 1975. november 16.  | Augusztus 23 Stadion, Bukarest | előselejtező (4. csoport) | Románia–Spanyolország     | 2 : 2    | 45 381      |

#### Nemzetközi kupamérkőzések
Vezetett kupadöntők száma: 1.

##### UEFA-szuperkupa
Az UEFA Játékvezető Bizottsága (JB) szakmai felkészültségének elismeréseként megbízta a kupadöntő egyik találkozójának vezetésével.
| Időpont          | Helyszín                     | Mérkőzés típusa         | Mérkőzés                    | Eredmény | Nézők száma |
| ---------------- | ---------------------------- | ----------------------- | --------------------------- | -------- | ----------- |
| 1973. január 24. | Olimpiai Stadion, Amszterdam | második döntő találkozó | AFC Ajax–Glasgow Rangers FC | 3 : 2    | 26 168      |